# Блащик, Эва
Эва Блащик (пол. Ewa Błaszczyk) — польская актриса кино, театра и телевидения; также певица.

## Биография
Родилась в Варшаве. Актёрское образование получила в Государственной высшей театральной школе (теперь Театральная академия им. А. Зельверовича) в Варшаве, которую окончила в 1978 году. Дебютировала в 1977 году в театре и в телевидении. Актриса театров в Варшаве. Выступает в спектаклях польского «театра телевидения» с 1978 года.

## Фильмография
- 1977 — Польские пути / Polskie drogi
- 1978 — Доложи, 07 / 07 zgłoś się (только в 5-й серии)
- 1979 — Час «В» / Godzina «W»
- 1982 — Алиса / Alice
- 1983 — Внутреннее состояние / Stan wewnętrzny
- 1983 — Надзор / Nadzór
- 1985 — Ядовитые растения / Rośliny trujące
- 1986 — Предупреждения / Zmiennicy
- 1988 — Декалог 9 / Dekalog IX
- 1988 — Crimen (телесериал) — Эльзка Блудницая
- 1988 — Хануссен / Hanussen
- 1995 — Ничего смешного / Nic śmiesznego
- 2010 — Мистификация / Mistyfikacja
- 2016 — За синей дверью / Za niebieskimi drzwiami

## Награды
- 2007 — Орден Улыбки.
- 2012 — Кавалерский крест Ордена Возрождения Польши.
- 2014 — Серебряная медаль «За заслуги в культуре Gloria Artis».
- 2021 — Командорский крест Ордена Возрождения Польши.